# المجلس الوطني الألماني للسياحة
المجلس الوطني الألماني للسياحة (بالألمانية: Deutsche Zentrale für Tourismus e.V) ويرمز له اختصاراً بـ (DZT)، هيئة متخصصة بتقديم الخدمات التسويقية لصناعة السياحة في ألمانيا، وهو يسعى إلى تعزيز الصورة الإيجابية لألمانيا كأفضل وجهة سياحية في العالم.

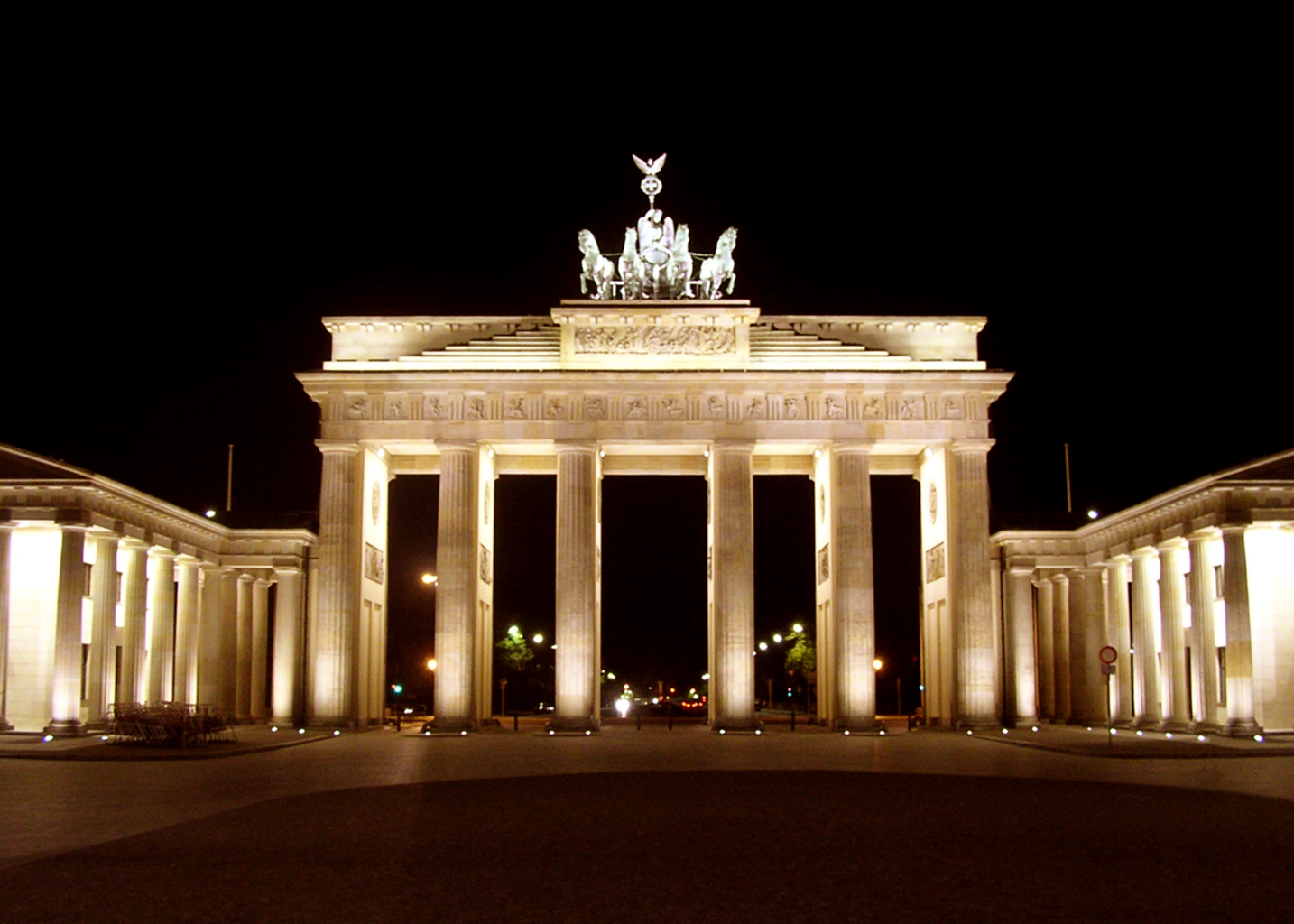
بوابة براندنبورغ الشهيرة في العاصمة الألمانية برلين

عمل المجلس الوطني الألماني للسياحة، وبالتعاون مع الحكومة الإتحادية الألمانية، طوال الستين عاماً الماضية، على زيادة حجم الحركة السياحية القادمة من خارج ألمانيا. كما يقوم المجلس ومنذ عام 1999م، بدفع عجلة السياحة الداخلية في البلاد إلى الأمام عن طريق إطلاق حملات ترويجية من شأنها أن ترفع أعداد السياح الذين يقضون عطلتهم في المدن والمقاطعات الألمانية ذات الثقافات المتعددة. وبغية تعزيز تواجد ألمانيا على خارطة سوق السياحة الخليجية الآخذة بالازدهار، افتتح المكتب الوطني الألماني للسياحة (بالإنجليزية: German National Tourist Office)‏ ويرمز له اختصاراً بـ (GNTO)، أبوابه في الأول من سبتمبر 2004م، متخذاً من إمارة دبي في الإمارات العربية المتحدة مقراً له. ويعمل المكتب، الذي يعد أحد المكاتب التمثيلية للمجلس الوطني الألماني للسياحة في المنطقة، بصورة وثيقة مع أغلب الهيئات والشركات الناشطة في صناعة السياحة بألمانيا.

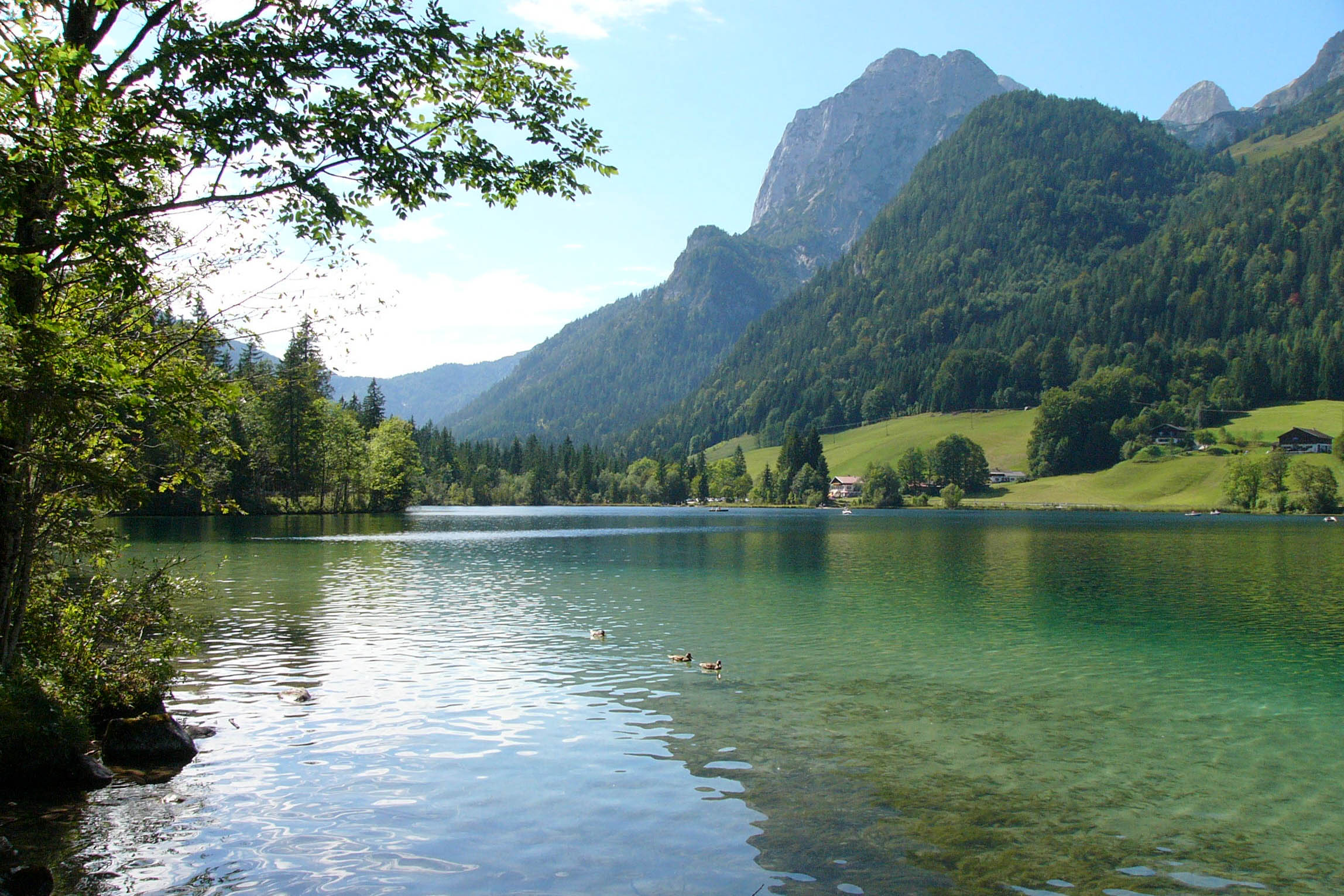
جبال الألب في بافاريا

## ألمانيـا، الوجهـة المفضّلـة للسياحة
يهدف المجلس الوطني الألماني للسياحة إلى تعزيز صورة ألمانيا كأفضل وجهة سياحية على مستوى العالم، وتقع على عاتقه مسؤولية وضع وتنفيذ مجموعة من الخطط التسويقية التي تفي بهذا الغرض. يرتبط المجلس الوطني الألماني للسياحة بعلاقات اقتصادية وثيقة مع كافة الجهات المعنية بصناعة السياحة في ألمانيا، ويمكن تلخيص أهدافه في عدة نقاط، منها: رفع أعداد الزائرين القادمين إلى ألمانيا؛ زيادة مصادر الدخل بالعملة الأجنبية؛ تعزيز الاقتصاد الألماني؛ وتعزيز صورة ألمانيا على أنها وجهة سياحية جذابة وبلد متعدد الثقافات. والمجلس الوطني الألماني للسياحة ممول من قِبل الوزارة الإتحادية للاقتصاد والتكنولوجيا، التي يرمز لها اختصاراً بـ (BMWi)، وذلك بموجب القرار الذي صادق عليه البرلمان الألماني (البوندستاغ).
وانطلاقاً من كونه منظمة خدمية عامة، يلتزم المجلس الوطني الألماني للسياحة باستثمار الموارد المتاحة بطريقة من شأنها أن تقلل من التكاليف الإدارية من جهة، وتعظيم عائدات التسويق من جهة أخرى. ويقوم المجلس بتطبيق ذلك عن طريق إقامة شراكات واتفاقيات تعاونية مع مزودي الخدمات السياحية في ألمانيا. إضافة لذلك، يقوم المجلس الوطني الألماني للسياحة بتسويق منتجات تستهدف عملاء وأسواق بعينها بدءاً بصناعة السياحة في ألمانيا وانتهاءً بالسياح المحليين والدوليين.
يدير المجلس الوطني الألماني للسياحة حملات مكثفة وأنشطة مبيعات متنوعة ضمن سعيه لتحقيق هدفين، وهما: تعزيز صورة ألمانيا الإيجابية كوجهة مفضلة للسياحة على المستويين المحلي العالمي، وترويج السياحة في داخل ألمانيا وإليها. كما يقوم بصياغة خطط إستراتيجية متوسطة الأمد لضمان تحقيق الأهداف المنصوص عليها في الميثاق، وتشمل:
•	إجراء بحوث تسويقية في كافة الأسواق التقليدية وأسواق النمو.
•	دمج التوجهات الكبرى للثقافة والصحة في خطوط الإنتاج العالمية.
•	المشاركة في الاستشارات والتصاميم الخاصة بالمنتجات التي تستهدف عملاء بعينهم، وذلك من خلال اعتماد نظام محدد لهذا الغرض.
•	استحداث أفكار تسويقية رئيسية من شأنها أن تعمل على ترسيخ صورة إيجابية عن ألمانيا في شتى أصقاع الأرض.
•	استهداف الأشخاص القادرين على إحداث تأثير مضاعف.
•	استقطاب شركات جديدة ضمن مجال تجارة السفر.
•	القيام بأنشطة إعلامية على المستوى العالمي.
•	التواصل مع فئة المستهلكين عبر مواقع الإنترنت الدولية وغيرها من وسائل الاتصال الشبكي وغير الشبكي.
•	تعزيز أفق التعاون مع وسائل الإعلام والمنظمات التجارية والسياحية.
•	المشاركة في التسويق الشبكي مع المنظمات الأوروبية الشريكة بغية تعزيز موقع أوروبا على خارطة السياحة العالمية.

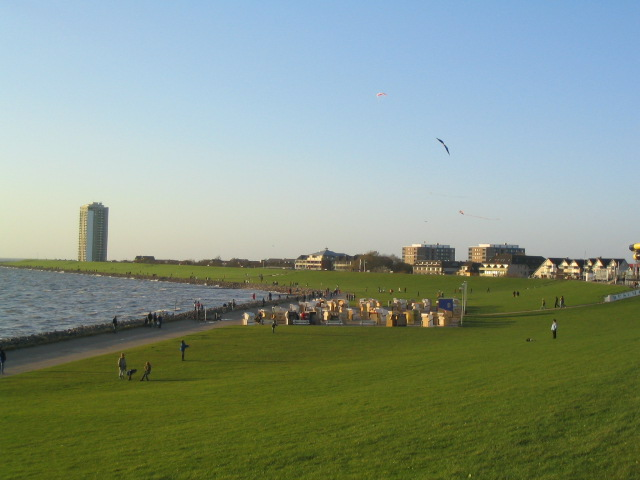
ساحل بحر البلطيق

## مزيج تسويقي لترويج السياحة في ألمانيا
في إطار الجهود التي يبذلها لإنجاح الترويج السياحي في ألمانيا، يطبّق المجلس الوطني الألماني للسياحة عدد من أنشطة الاتصال، وتتضمن:
•	إجراء حملات إعلامية ودعائية مكثفة في داخل ألمانيا وخارجها، وبواقع 250 حدث إعلامي ودعائي، تقام سنوياً في جميع أرجاء العالم.
•	التواجد على شبكة الإنترنت من خلال الموقع [ http://www.germany-tourism.de]، مع تفعيل الروابط المؤدية إلى المواقع الخاصة بالشركاء والبالغ عددها 35 موقعاً والتي تتيح التصفح بـ 22 لغة.
•	وضع قاعدة بيانات خاصة بالأحداث التي يقيمها المجلس الوطني الألماني للسياحة، وبواقع أكثر من حدثين في ألمانيا، ويتم إدارته بالتعاون مع منظمات التسويق الإقليمية.
•	نشر إعلانات في وسائل الإعلام الدولية وذلك بغية تأمين شركاء لمزودي الخدمات السياحية.
•	التطوير والإنتاج المستمر لمواد إعلانية جديدة وذات موضوعات متخصصة (من قبيل البروشورات التجارية، البروشورات المتضمنة على صور ومنشورات وكتالوجات المنتج).
•	تعزيز افق التعاون مع وسائل الإعلام في داخل ألمانيا وخارجها.
•	دعم وتسويق المنتجات السياحية ذات الصلة والتي تستهدف شريحة وأقاليم بعينها.

## المكاتب التمثيلية للمجلس الوطني الألماني للسياحة
ينضوي تحت لواء المجلس الوطني الألماني للسياحة 29 مكتباً تمثيلياً موزعاً في جميع أنحاء العالم، وهي مقسمة تبعاً للمناطق الجغرافية القابعة فيها، وتشمل: شمال غرب أوروبا، جنوب غرب أوروبا، شمال شرق أوروبا، جنوب شرق أوروبا، أمريكا/ إسرائيل وآسيا/ أستراليا.
تمتلك المكاتب التابعة للمجلس وكالات بيع وتسويق خاصة بها، في حين يتولى فريق الإدارة الإقليمي بتقديم خدمات المجلس الوطني الألماني للسياحة في الدول التي ليس لديه فيها أي تمثيل.

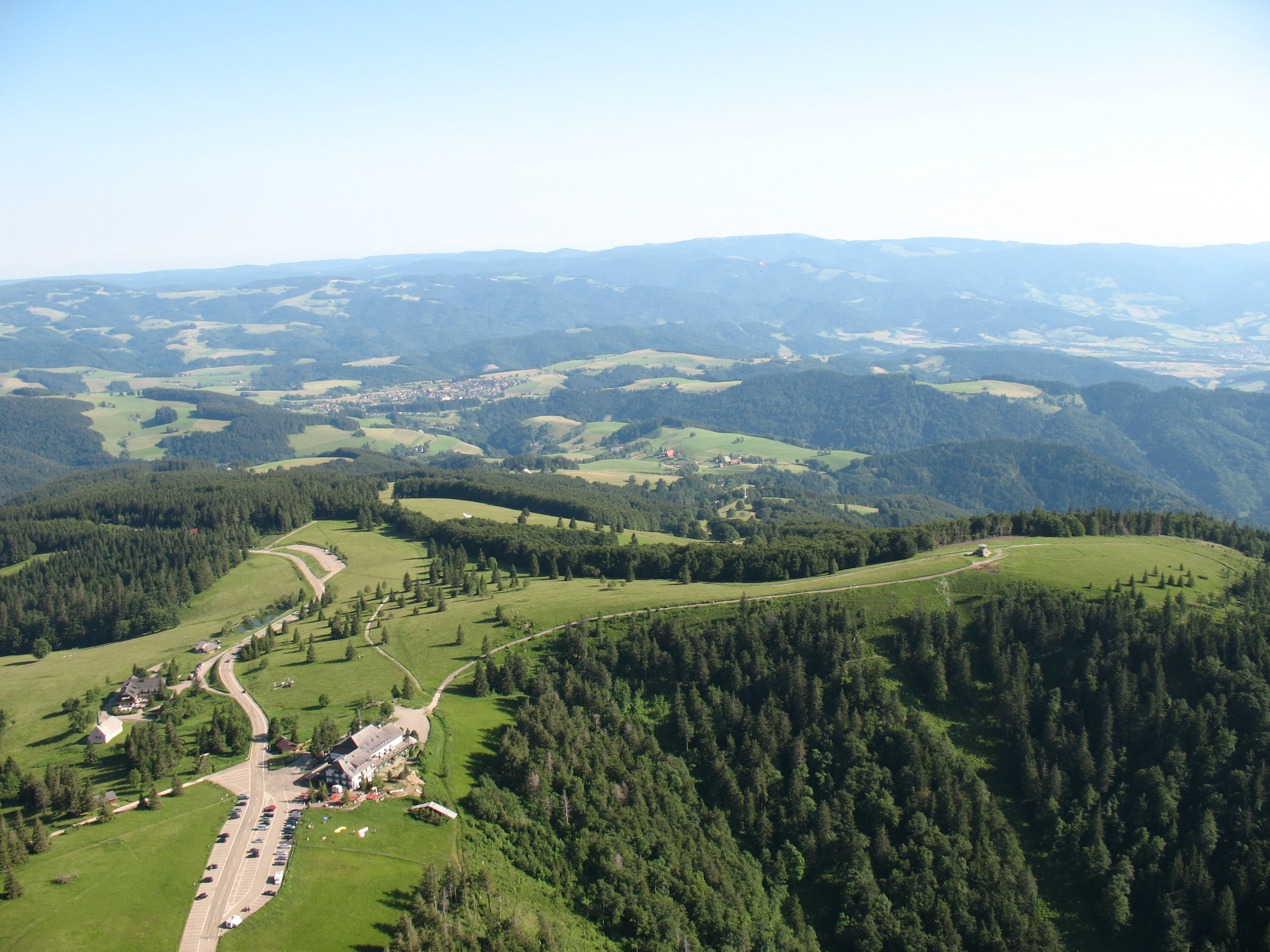
الغابات السوداء

## الشركـاء والرعاة الرسميون
يرتبط المجلس الوطني الألماني للسياحة بشراكات اقتصادية وإستراتيجية مع ما يقرب من 63 شركة ومؤسسة تنشط في القطاع السياحي في ألمانيا. وتضم قائمة الشركاء تشكيلة متنوعة من الشركات السياحية كالفنادق وشركات النقل والطيران، إلى جانب المؤسسات التسويقية والهيئات السياحية في بعض المدن الألمانية.

### الشركات السياحية
•	Accor Hotellerie Deutschland GmbH
•	Air Berlin PLC & Co. Luftverkehrs KG
•	Amadeus Germany GmbH
•	ArabellaStarwood Hotels & Resorts
•	A-ROSA Management Resort GmbH
•	Autostadt GmbH
•	AVIS Autovermietung GmbH & Co. KG
•	Berliner Flughäfen – Flughafen Berlin Schönefeld GmbH
•	Best Western Hotels Deutschland GmbH
•	DB Deutsche Bahn AG (DB)
•	Deutsche Lufthansa AG (LH)
•	Deutsches Reisebüro GmbH (DER)
•	Deutsches Weininstitut GmbH
•	Europa-Park Freizeit- und Familienpark Mack KG
•	Europäische Reiseversicherung AG
•	Flughafen München GmbH
•	Fraport AG
•	HanseMerkur Reiseversicherung AG
•	Hertz Autovermietung GmbH
•	InterContinental Hotels Group plc
•	Köln-Düsseldorfer Deutsche Rheinschiffahrt AG
•	Land Fleesensee Tourismus Marketing GmbH
•	Lindner Hotels AG
•	Maritim Hotelgesellschaft mbH
•	Messe Berlin GmbH
•	Neue Dorint GmbH
•	NH Hoteles Deutschland GmbH
•	Premicon Line AG
•	REWE Touristik Gesellschaft mbH
•	Ringhotels e. V.
•	Sixt AG
•	Stage Entertainment Marketing & Sales GmbH
•	Steigenberger Hotels AG
•	Thomas Cook AG
•	TUI AG
•	Value Retail Management Germany GmbH

### مؤسسات التسويق الإقليمية
•	Bayern Tourismus Marketing GmbH
•	Bremer Touristik-Zentrale Gesellschaft für Marketing und Service mbH
•	HA Hessen Agentur GmbH – Tourismus und Kongressmarketing
•	Hamburg Tourismus GmbH
• Investitions- und Marketinggesellschaft Sachsen-Anhalt mbH (IMG)
•	Tourismus N RW e. V.
•	Rheinland-Pfalz Tourismus GmbH
•	Thüringer Tourismus GmbH
•	Tourismus Marketing Gesellschaft Sachsen mbH (TMGS)
•	Tourismus-Agentur Schleswig-Holstein GmbH
•	TourismusMarketing Niedersachsen GmbH
•	Tourismus-Marketing GmbH Baden-Württemberg
•	Tourismus-Marketing Brandenburg GmbH
•	Tourismusverband Mecklenburg-Vorpommern e. V.
•	Tourismus Zentrale Saarland GmbH

### الهيئات والمنظمات
• Allgemeiner Deutscher Fahrradclub e. V. (ADFC), German Cyclists' Federation
• Bundesverband der Deutschen Tourismuswirtschaft e. V. (BTW), Federal Association of the German Tourism Industry
• Deutscher Heilbäderverband e. V. (DHV), German Spa Association
• Deutscher Hotel- und Gaststätten-verband e. V. (DEHOGA), German Hotel and Restaurant Association
• Deutscher Industrie- und Handelskammertag e. V. (DIHK), German Chamber of Industry and Commerce
• Deutscher ReiseVerband e. V. (DRV), German Travel Association
• Deutscher Tourismusverband e. V. (DTV), German Tourism Association
•	German Convention Bureau e. V. (GCB), German Convention Bureau
• Historic Highlights of Germany e. V. (HHOG)
• Hotelverband Deutschland e. V. (IHA), German International Hotel Association
•	Magic Cities Germany e. V. (MCG)
•	RDA-Internationaler Bustouristik Verband e. V., International Coach Tourism Federation

### الجمعيات التسويقية
•	Historic Highlights of Germany
•	Magic Cities Germany
•	Deutsches Küstenland e.V. (German Coastal Association)
•	UNESCO-Welterbestätten Deutschland e.V
•	GCB - German Convention Bureau

### الرعاة الرسميون
•	Arbeitsgemeinschaft Deutscher Schlösserverwaltungen
•	DMG Deutsche Marketing Gesellschaft mbH
•	Frankfurter Societäts-Druckerei GmbH
•	IPK International
•	Pacific Asia Travel Association (PATA)
•	Project M GmbH